# Miron Sher
Pour les articles homonymes, voir Sher.
Miron Naoumovitch Cher ou Sher (en russe : Мирон Наумович Шер), est un joueur d'échecs et un entraîneur soviétique, puis russe et américain né le 29 juin 1952 à Tchernivtsi et mort le 21 août 2020 à New York.

## Biographie
Sher remporta le championnat des forces armées soviétiques en 1981 et le tournoi de Belgrade en 1990 et 1991. Grand maître international depuis 1992, il remporta le tournoi B de Hastings 1993-1994 (tournoi Challengers), ce qui le qualifiait pour le tournoi principal (Hastings Premier) l'année suivante. Il finit troisième du tournoi de Hastings 1994-1995.
Il disputa le championnat de Russie d'échecs en 1995 et marqua la moitié des points (5,5/11).
Miron Sher émigra avec sa famille aux États-Unis en 1997. Il s'installa à Brooklyn où il donna des cours d'échecs. Il finit premier ex æquo du championnat de Manhattan 1996 avec 4 points sur 5
Il fut un des entraîneurs de Fabiano Caruana de huit à douze ans (de 1998 à 2002) ; Caruana fut finaliste du championnat du monde en 2018 
Il entraîna pendant longtemps Robert Hess.